# Aaron C. Waters
Aaron Clement Waters  (* 6. Mai 1905 in Waterville; † 18. Mai 1991 in Tacoma) war ein US-amerikanischer Geologe und Vulkanologe und Hochschullehrer an der University of California, Santa Cruz.
Waters wuchs auf einer Farm im Bundesstaat Washington auf und deren Lage inmitten der Columbia-Plateaubasalte weckte sein Interesse für Geologie, das er an der University of Washington mit dem Bachelor-Abschluss 1926 und dem Master-Abschluss 1927 studierte. Nach der Promotion 1930 an der Yale University wurde er Fakultätsmitglied an der Stanford University, was er bis 1952 blieb, als er Professor an der Johns Hopkins University wurde. Im Zweiten Weltkrieg war er 1942 bis 1945 für den US Geological Survey auf der Suche nach strategisch wichtigen Mineralien tätig. 1963 bis 1967 war er Chairman der Geologie-Fakultät der University of California, Santa Barbara, und 1967 war er Gründungsprofessor der Fakultät für Geowissenschaften an der University of California, Santa Cruz. 1972 ging er in den Ruhestand, forschte aber weiter für den US Geological Survey und als Berater des Los Alamos National Laboratory.
Er befasste sich Vulkanologie und Petrologie von magmatischen Gesteinen und der Geologie des pazifischen Nordwestens der USA wie dem Kaskadengebirge und den Columbia-Plateaubasalten. Er untersuchte verschiedene Ausprägungen von Basalt-Vulkanismus von Flutbasalten bis zu explosiven Maar-Eruptionen, aber auch Alkaligestein und Granit-Batholithe. mit Metamorphismus, Geomorphologie, Strukturgeologie und Wirtschaftsgeologie.  Er befasste sich auch mit planetarer Geologie als Berater der NASA bei der Mondlandemission.
1982 erhielt er die Penrose-Medaille. Er war Mitglied der National Academy of Sciences (1964) und der American Academy of Arts and Sciences. 1938/39 war er als Guggenheim Fellow in Schottland und Skandinavien. 

## Schriften
- mit James Gilluly, A. O. Woodford: Principles of Geology, 4. Auflage, San Francisco: Freeman 1975 (1. Auflage 1951)
- Basaltic magma types and their tectonic associations: Pacific Northwest of the United States.  In: Crust of the Pacific Basin, American Geophysical Union Monograph 6, 1962, S. 158–170.
- mit R. V. Fisher: Base  surge  bed  forms  in  maar  volcanoes, Am. J. Science, Band 268, 1970, S. 157–180.
- mit  Richard S. Fiske, Clifford A. Hopson: Geology of Mount Rainier National Park Washington, US Geological Survey Special Paper 444, Washington D. C. 1963, S. 1–93
- mit Charles B. Hunt: Origin and evolution of the Magmas, in: Structural and igneous geology of the La Sal Mountains, Utah, US Geological Survey Special Paper 294, 1958, S. 348–355
- Determining  direction  of  flow  in  basalts, Am.  J.  Sci., Band 258 A, 1960,  S. 350–366
- Stratigraphic and lithologic variations in the Columbia River basalt, Am. J. Sci., Band 259, 1961, S. 583–611.
- mit J.  M.  Donnelly-Nolan,  B.  W.  Rogers: Selected  caves  and lava-tube  systems  in  and  near  Lava  Beds  National  Monument, California. U. S. Geol. Surv. Bull., 1673, 1990, S. 1–102